# Skp2
Skp2 é uma enzima que em seres humanos é modificada pelo gene Skp2.